# Сирија на Светском првенству у атлетици на отвореном 2015.
Сирија је учествовала на Светском првенству у атлетици на отвореном 2015. одржаном у Пекингу од 22. до 30. августа четрнаести пут. Репрезентацију Сирије  представљала су два атлетичара (1 мушкарац и 1 жена) који су се такмичили у 2 дисциплине.,
На овом првенству представници Сирије нису освојили медаљу, али оборен је 1 национални и 1 лични рекорд и остварена 2 најбоља лична резултата сезоне.

## Учесници
| Мушкарци: - Маџид Алдин Газал — Скок увис | Жене: - Ghofrane Mohamed — 400 м препоне |  |

## Резултати

### Мушкарци
| Атлетичар         | Дисциплина | Лични рекорд | Квалификације | Квалификације | Финале               | Финале       | Детаљи |
| Атлетичар         | Дисциплина | Лични рекорд | Резултат      | Место         | Резултат             | Место        | Детаљи |
| ----------------- | ---------- | ------------ | ------------- | ------------- | -------------------- | ------------ | ------ |
| Маџид Алдин Газал | скок увис  | 2,29 НР      | 2,29 НР       | 8. у гр. Б    | Није се квалификовао | 15 / 39 (41) |        |

### Жене
| Атлетичарка      | Дисциплина    | Лични рекорд | Квалификације | Квалификације | Полуфинале            | Полуфинале            | Финале                | Финале       | Детаљи |
| Атлетичарка      | Дисциплина    | Лични рекорд | Резултат      | Место         | Резултат              | Место                 | Резултат              | Место        | Детаљи |
| ---------------- | ------------- | ------------ | ------------- | ------------- | --------------------- | --------------------- | --------------------- | ------------ | ------ |
| Ghofrane Mohamed | 400 м препоне | 57,42 НР     | 58,61 ЛРС     | 8. у гр. 3    | Није се квалификовала | Није се квалификовала | Није се квалификовала | 34 / 36 (37) |        |